# Eoneureclipsis limax
Eoneureclipsis limax is een schietmot uit de familie Psychomyiidae. De soort komt voor in het Oriëntaals gebied.